# 1496
- Wikisource

| Calendário gregoriano                                                        | 1496 MCDXCVI                                         |
| Ab urbe condita                                                              | 2249                                                 |
| Calendário arménio                                                           | 945 – 946                                            |
| Calendário bahá'í                                                            | -348 – -347                                          |
| Calendário budista                                                           | 2040                                                 |
| Calendário chinês                                                            | 4192 – 4193 Início a 15 de janeiro (aproximadamente) |
| Calendário copta                                                             | 1212 – 1213                                          |
| Calendário etíope                                                            | 1488 – 1489                                          |
| Calendários hindus - Vikram Samvat - Calendário nacional indiano - Cáli Iuga | 1551 – 1552 1417 – 1418 4596 – 4597                  |
| Calendário Holoceno                                                          | 11496                                                |
| Calendário islâmico                                                          | 901 – 902                                            |
| Calendário judaico                                                           | 5256 – 5257                                          |
| Calendário persa                                                             | 874 – 875                                            |
| Calendário rúnico                                                            | 1746                                                 |
| Calendário solar tailandês                                                   | 2039                                                 |

1496 (MCDXCVI, na numeração romana) foi um ano bissexto do século XV do Calendário Juliano, da Era de Cristo, e as suas letras dominicais foram  C e B (52 semanas), teve início a uma sexta-feira e terminou a um sábado.
| Ano completo                          |
| ------------------------------------- |
| Ano bissexto com início à sexta-feira |

## Eventos
- Em Leiria, na oficina de Mestre Abraão Samuel Dortas, conclui-se a edição da obra Almanach perpetuum, com as Tábuas astronómicas de Abraão Zacuto, astrónomo do rei Manuel I de Portugal, em tradução latina por José Vizinho, médico da Corte[1].
- 5 de março — Henrique VII da Inglaterra emite carta-patente a John Cabot e a seus filhos, autorizando-os a descobrirem terras desconhecidas.
- 10 de Março - Cristóvão Colombo regressa a Espanha, após realizar a sua segunda viagem para o Continente Americano, só chegando a Espanha em Junho.
- 17 de Abril - Os Reis Católicos concordam em financiar outra viagem de Cristovão Colombo às Índias Ocidentais.
- 27 de Junho - Nomeação de Álvaro Lopes da Fonseca no cargo de capitão da vila da Praia da ilha Terceira.
- 11 de Junho - Cristóvão Colombo chega a Cádiz, no regresso da sua segunda viagem à América.
- 21 de Outubro - Casam-se Filipe I de Castela e Joana de Castela, em Lier, Flandres.
- 30 de Novembro - Na cidade de Burgos é assinado o Tratado de casamento de D. Manuel I de Portugal, com D. Isabel de Aragão e Castela, Rainha de Portugal, viúva de D. Afonso de Portugal, filho primogénito de D. João II de Portugal
- 5 de Dezembro - D. Manuel I de Portugal expulsa os judeus de Portugal.
- 6 de Dezembro - A fortaleza moura de Alhambra, cidade de Granada, rende-se às forças cristãs.
- Negado alvará de permissão de residência permanente a estrangeiros na ilha da Madeira.
- Publicação de uma bula sobre a devoção a Santo António na freguesia com o mesmo nome no Funchal.
- Referência do historiador João de Barros ao descobrimento do arquipélago da Madeira na sua obra "Asia".
- Data indicada como a da conclusão da obra do templo que viria a ser a Sé Catedral de Angra do Heroísmo, dado que neste ano é nomeado o respectivo vigário.

## Nascimentos
- João de Barros, escritor e gramático português.